# After the Gold Rush (canción)
«After the Gold Rush» es una canción del músico canadiense Neil Young, publicada en su álbum de estudio After the Gold Rush (1970). La canción también aparece en los recopilatorios Decade (1977) y Greatest Hits (2004) y en el álbum en directo Live Rust (1979).
La canción contiene letras asociadas con el medio ambiente en la forma de una visión onírica. Las tres estrofas se ordenan como un movimiento entre el pasado, el presente y el futuro. Además de la voz del músico, la canción incluye dos instrumentos: un piano y un solo de fliscorno a mitad de la canción, que es reemplazado por una armónica en versiones en directo. El verso «Look at Mother Nature on the run in the 1970s» fue modificado con el paso del tiempo, y en la actualidad es reemplazado por: «Look at Mother Nature on the run in the 21st century».

## Versiones
«After the Gold Rush» ha sio versionada en numerosas ocasiones. En 1973, el grupo Prelude realizó una versión que alcanzó el top 40 en varias listas de éxitos, incluyendo el Reino Unido, donde volvió a entrar en la lista de éxitos en 1982. Otras versiones han sido realizadas por músicos como Thom Yorke, k.d. lang, The Flaming Lips, Michael Hedges, Nena y Natalie Merchant. Linda Ronstadt, Dolly Parton y Emmylou Harris incluyeron una versión de la canción en el álbum de 1999 Trio III, por la que recibieron un premio Grammy. Parton también publicó una versión en solitario en 1996, aunque con el verso «I felt like getting high» reemplazado por «I felt like I could cry». Durante la gira de Radiohead en 2003, Thom Yorke interpretó ocasionalmente la canción en solitario, seguida de «Everything in Its Right Place». Por otra parte, Patti Smith incluyó una versión en su álbum Banga (2012).